# Popelín
Popelín – wieś i gmina w Czechach, w powiecie Jindřichův Hradec, w kraju południowoczeski. Według danych z dnia 1 stycznia 2014 liczyła 500 mieszkańców.
W miejscowości jest stacja kolejowa Popelín.